# William Eubank
William Eubank (Holyoke, 15 novembre 1982) è un regista e sceneggiatore statunitense.

## Biografia
È nato il 15 novembre 1982 a Holyoke, nel Massachusetts, secondo dei quattro figli di Carlyle Eubank II, consulente d'arte ed ex-perito per la casa d'aste britannica Christie's, e di Patricia Reeder, scrittrice e illustratrice di libri per l'infanzia. Da piccolo, rimane colpito dai racconti del nonno, fotografo di guerra della Marina Militare degli Stati Uniti nella seconda guerra mondiale, rimanendo a lungo indeciso se dedicarsi alla fotografia o arruolarsi nella United States Naval Academy, finendo poi per scegliere la prima.
Viene ammesso all'Università della California, Los Angeles, che abbandona dopo due anni di frequentazione, non essendo riuscito a entrare nella scuola di cinema come desiderava. Trova lavoro da Panavision come tecnico riparatore e, in seguito all'avvento del digitale, come digital imaging technician. Nel corso dei suoi otto anni di carriera, anche sul set di film come Collateral e Superman Returns, ottiene di prendere occasionalmente in prestito le attrezzature e le macchine da presa dell'azienda per esercitarsi. Eubank definirà poi la propria esperienza alla Panavision come «la mia scuola di cinema».
Nel 2007 conosce Tom DeLonge, cantante del gruppo alternative rock Angels & Airwaves, per il quale dirige il video musicale del brano Surrender. La loro collaborazione prosegue nei quattro anni seguenti, nel corso dei quali Eubank scrive, dirige, cura la fotografia e le scenografie del suo lungometraggio d'esordio a basso costo, il fantascientifico Love, commissionatogli e prodotto autonomamente dalla band.
Nel 2014 scrive e dirige il film indipendente di fantascienza The Signal, con Brenton Thwaites, Olivia Cooke e Laurence Fishburne; il film viene presentato al Sundance Film Festival e distribuito nelle sale da Focus Features. Nel 2020, Eubank dirige il suo primo film per una major, l'horror fantascientifico Underwater, con Kristen Stewart e Vincent Cassel. Il film si rivela un flop commerciale, avendo incassato solo 40 milioni di dollari a fronte di un budget di 80 milioni di dollari.

## Filmografia

### Regista
- Love (2011)
- The Signal (2014)
- Underwater (2020)
- Paranormal Activity - Parente prossimo (2021)
- Land of Bad (2024)

### Sceneggiatore
- Love (2011)
- The Signal (2014)
- Land of Bad (2024)

### Produttore
- Land of Bad, regia di William Eubank (2024)

### Direttore della fotografia
- Caught in the Crossfire, regia di Brian A. Miller (2010)
- Level 26: Dark Prophecy, regia di Anthony E. Zuiker (2010)
- Wreckage, regia di John Mallory (2010)
- Love, regia di William Eubank (2011)
- Accusato speciale (House of the Rising Sun), regia di Brian A. Miller (2011)
- Crave, regia di Charles de Lauzirika (2012)

### Scenografo
- Love (2011)